# Rezervația acvatică Râul Prut
Rezervația acvatică Râul Prut este o arie protejată de interes național ce corespunde categoriei a IV-a IUCN (rezervație naturală de tip acvatic) situată în nord-estul României, pe teritoriul administrativ al județului Iași.

## Localizare
Aria naturală cu o suprafață de 4.316 hectare este situată în extremitatea estică a județului Iași în teritoriile administrative ale comunelor: Bivolari, Gorban, Grozești, Prisăcani, Probota, Trifești și Țuțora, formând granița între România și Republica Moldova.

## Descriere
Rezervația naturală a fost declarată arie protejată prin Legea Nr.5 din 6 martie 2000 (privind aprobarea Planului de amenajare a teritoriului național - Secțiunea a III-a - zone protejate) și reprezintă cursul (luciul de apă) râului Prut și lunca dreaptă a acestuia și a fost constituită în scopul protejării mai multor specii de pești din ihtiofauna României, în vederea reproducerii și dezvoltării puietului. Aria naturală asigură de asemenea și condiții de cuibărit și hrană pentru mai multe specii de păsări migratoare, de pasaj sau sedentare.